# Jackie Paterson
Jackie Paterson est un boxeur écossais né le 5 septembre 1920 à Springside et mort le 19 novembre 1966.

## Carrière
Passé professionnel en 1938, il champion Britannique des poids mouches en 1939  puis bat son compatriote Peter Kane par KO au premier round pour le gain du titre vacant de champion du monde de la catégorie le 19 juin 1943. Paterson conserve son titre contre Joe Curran le 10 juillet 1946 puis doit renoncer à son titre quelques mois plus tard pour avoir dépassé la limite de poids autorisée avant son combat face à Dado Marino. Il devient par la suite champion Britannique et champion d'Europe EBU des poids coqs avant de mettre un terme à sa carrière de boxeur en 1951 sur un bilan de 63 victoires, 25 défaites et 3 matchs nuls.

## Référence
1. ↑  (en) Jackie Paterson vs. Peter Kane (boxrec.com)